# Never Go Away
Never Go Away – singel C-Boola, wydany 3 lutego 2016 roku poprzez wytwórnię C-Wave Records.
Utwór znalazł się na 1. miejscu w klasyfikacji AirPlay – Top, najczęściej granych piosenek w polskich rozgłośniach radiowych.

## Notowania i certyfikaty
| Terytorium | Lista                                | Najwyższa pozycja | Źr.   |
| ---------- | ------------------------------------ | ----------------- | ----- |
| Polska     | AirPlay Top 100                      | 1                 | [ 1 ] |
| Polska     | AirPlay New                          | 1                 | [ 2 ] |
| Polska     | AirPlay TV                           | 1                 | [ 3 ] |
| Białoruś   | Belarus AirPlay Music Charts Top 100 | 3                 | [ 4 ] |
| Rosja      | Top Radio Hits                       | 4                 | [ 5 ] |
| Rosja      | Top Radio & YouTube Hits             | 7                 | [ 5 ] |
| Słowacja   | Rádio Top 100                        | 95                | [ 6 ] |
| Ukraina    | Ukraine Top 20 AirPlay               | 16                | [ 7 ] |

| Terytorium | Lista          | Najwyższa pozycja | Źr.   |
| ---------- | -------------- | ----------------- | ----- |
| Rosja      | Top Radio Hits | 2                 | [ 8 ] |

| Terytorium | Lista          | Najwyższa pozycja | Źr.   |
| ---------- | -------------- | ----------------- | ----- |
| Rosja      | Top Radio Hits | 18                | [ 9 ] |

| Kraj          | Certyfikat       | Sprzedaż |
| ------------- | ---------------- | -------- |
| Polska (ZPAV) | diamentowa płyta | 100 000+ |

## Nagrody
Utwór zdobył nagrodę ESKA Music Award w 2016 w kategorii Najlepszy hit.